# Donja Šušnjara
Donja Šušnjara is een plaats in de gemeente Štefanje in de Kroatische provincie Bjelovar-Bilogora. De plaats telt 169 inwoners (2001).